# تیم ملی فوتسال جزایر سلیمان
تیم ملی فوتسال جزایر سلیمان نماینده جزایر سلیمان در مسابقات بین‌المللی فوتسال و یکی از تیم‌های فوتسال اقیانوسیه‌ای است.